# Piratförlaget
A Piratförlaget é uma pequena editora sueca que publica livros de alguns dos escritores mais lidos na Suécia, com prioridade para literatura sueca e nórdica. A filosofia da empresa é dar mais influência editorial aos escritores e melhor remuneração económica. 
Liza Marklund, Jan Guillou, Ann-Marie Skarp e Carl Hamilton são os proprietários da editora 

A empresa edita cerca de 20 títulos por ano, em regra em grandes quantidades.

Entre os escritores desta editora, podem ser citados:
- Liza Marklund[4]
- Jan Guillou[5]
- Anne Holt[6]
- Mark Levengood[7]
- Mikael Niemi[8]
- Sjöwall e Wahlöö[9]